# Юнгхендель, Георгий Романович
Гео́ргий Рома́нович Юнгхе́ндель (нем. Hugo Georg Junghändel; 12 февраля 1874, Цвиккау — после 1949) — немецкий архитектор, живший во Владивостоке. Архитектурно-строительное бюро Юнгхенделя в начале XX века было одним из крупнейших в городе.

## Биография
Гуго Георг Юнгхендель родился 12 февраля 1874 года в городе Цвиккау (Саксония). Отец — Фридрих Роберт Юнгхендель, горный мастер, мать — Эмма Фрей. Об этом свидетельствует запись в церковной книге лютеранского прихода Владивостока, сделанная в день бракосочетания Юнгхенделя.
Согласно данным метрического списка, Юнгхендель в 1889—1893 годах обучался в Хемницком техническом университете. Сам он себя позиционировал, как берлинского архитектора. В газете «Дальний Восток» от 8 апреля 1907 года было размещено объявление: «Архитектурно-строительное бюро Г. Р. Юнгхендель. Берлинский архитектор… … Суйфунская, дом Кузнецовой против полицейского управления». По воспоминаниям дочери Юнгхенделя, Бениньи Ридрих, он участвовал в проектировании и строительстве Берлинского собора. Возможно, в Берлине Гуго Георг учился и начал свою профессиональную деятельность.
По косвенным свидетельствам, 1902 год — самая ранняя дата пребывания Юнгхенделя на Дальнем Востоке. Объявление в газете «Дальний Восток» № 1 за 1906 год свидетельствует, что архитектор в это время уже работал во Владивостоке. В марте 1906 года он получил в Техническо-строительном комитете Министерства внутренних дел разрешение на открытие архитектурно-строительного бюро. Первоначально архитектурная контора располагалась на улице Суйфунской (ныне — Уборевича). В 1906 году она переехала на перекрёсток улиц Посьетской и Светланской, в дом инженера Плансона, а в 1907 году — на улицу Суйфунскую, в дом Кузнецовой. В объявлениях, которые давал архитектор, был представлен спектр работ его бюро: составление планов и проектов зданий во всех стилях, составление смет, принятие строительных подрядов, выполнение технического надзора и производство работ.
В ноябре 1907 года Юнгхендель получил Свидетельство о водворении в пределы России. В 1908 году ходатайствовал о принятии его в русское подданство, однако получил отказ, основанием которого являлось неистечение срока предварительного водворения в пределы Российской империи. Через пять лет он вновь подал ходатайство и в июне 1913 года получил документы из канцелярии Приамурского генерал-губернатора, в которых сообщалось, что германскому подданному Георгию (Гуго—Георгу) Юнгхенделю разрешено вступить в российское подданство.
Во Владивостоке Георгий Романович проживал с семьёй в собственном доме по улице Китайской, дом № 11, а также владел дачей на станции Седанка по улице Верещагина, 10. Кроме архитектуры и строительства, Юнгхендель активно занимался общественной деятельностью. Он участвовал в избирательной кампании по выбору гласных в городскую думу Владивостока на 1915—1919 годы, однако, пройти в списки ему не удалось. Также Юнгхендель являлся членом строительного комитета при церковном совете лютеранского прихода Владивостока (впервые он был выбран в совет на заседании прихожан 14 января 1907 года) и постоянным членом Владивостокского благотворительного общества.
По воспоминаниям Бениньи Рерих, семья уехала из Владивостока в 1929 году. Сначала в Харбин, потом в Москву, а затем в Германию. В поздние годы Георгий Романович жил в Лейпциге, о чём известно из адресной книги города за 1949 год. В немецком городе архитектор проживал по адресу Konradstraße, дом 43.

## Семья
28 августа 1910 года Георгий Юнгхендель заключил брак, зарегистрированный во Владивостоке пастором А. Румпетером. Его женой стала Амалия Янка Добровольная, приверженка римско-католической церкви, родившаяся 28 марта 1888 года в городе Брюнн. Амалия Янка была дочерью директора фабрики Исидора Добровольного. Во Владивостоке у четы родились четыре дочери: Женни-Анна-Мария (1911), Эльфрида-Мария (1912), Нина (1914) и Татьяна (1918).

## Хронологический список проектов и построек
Легенда:
- Сохранившиеся постройки;
- Несохранившиеся постройки;
- Неосуществлённые проекты;
- по поводу атрибуции которых авторитетные источники расходятся (спорные постройки);

| Изображение | Датировка   | Наименование проекта, постройки                           | Местонахождение                                            | Охранный статус | Примечание | Источники     |
| ----------- | ----------- | --------------------------------------------------------- | ---------------------------------------------------------- | --------------- | --- | ------------- |
|             | 1902        | Проект отеля «Дальний»                                    | Китай, Далянь                                              |                 | | [ 3 ]         |
|             | 1900-е годы | Дом Г. Р. Юнгхенделя                                      | Россия, Владивосток, улица Китайская, 11                   |                 | | [ 3 ]         |
|             | 1900-е годы | Дача Г. Р. Юнгхенделя                                     | Россия, Владивосток, станция Седанка, улица Верещагина, 10 |                 | | [ 3 ]         |
|             | 1903        | Административное здание торгового дома «Кунст и Альберс»  | Россия, Владивосток, Светланская улица, 38/40              | 2510047000      | Справочники указывают на авторство Юнгхенделя. Современные архивные данные приписывают авторство архитектору Владимиру Плансону | [ 5 ] [ 6 ]   |
|             | 1906        | Торговый дом фирмы «Кунст и Альберс»                      | Россия, Хабаровск, улица Муравьева-Амурского, 9            | 2710016001      | Атрибуция неточна. Паспорт объекта предположительно указывает на авторство Г. Р. Юнгхенделя. Другие источники приписывают авторство инженеру Б. А. Малиновскому | [ 7 ] [ 8 ]   |
|             | 1906        | Торговый дом «Кунст и Альберс» в Офицерской слободе       | Россия, Владивосток, Светланская улица, 104                | 2510060000      | | [ 9 ]         |
|             | 1907        | Универсальный магазин торгового дома «Кунст и Альберс»    | Россия, Владивосток, Светланская улица, 33                 | 2510046000      | Реконструкция старого магазина «Кунст и Альберс», совместно с инженером Р. Иогансоном | [ 10 ]        |
|             | 1907—1909   | Лютеранская церковь Святого Павла                         | Россия, Владивосток, Пушкинская улица, 14                  | 2500162000      | | [ 3 ]         |
|             | 1909—1910   | Дом Вальдена                                              | Россия, Владивосток, Светланская улица, 61                 | 2500698000      | Краевед Дмитрий Анча предполагает, что с большой долей вероятности, дом проектировал Юнгхендель | [ 11 ]        |
|             | 1910        | Доходный дом Унжакова                                     | Россия, Владивосток, Светланская улица, 59                 | 2500697000      | | [ 12 ]        |
|             | 1912        | Особняк В. П. Заворотынского                              | Россия, Уссурийск, улица Пушкина, 35                       | 2510131000      | | [ 13 ]        |
|             | 1913        | Особняк Бринеров                                          | Россия, Владивосток, Алеутская улица, 15-Б                 | 251000500       | | [ 14 ] [ 15 ] |
|             | 1914        | Лестница к зданию Народного дома им. А. С. Пушкина        | Россия, Владивосток, Пушкинская улица, 19                  | 2510016000      | | [ 3 ]         |
|             | 1914        | Проект театра-иллюзиона                                   | Россия, Владивосток                                        |                 | В 1914 году по инициативе компании «Кунст и Альберс» по проекту архитектора начались строительные работы (возведены фундамент и часть стен) для здания собственного кинотеатра в стиле немецкого модерна. Революция и гражданская война помешали закончить проект. Сегодня на его месте выстроен кинотеатр «Уссури». | [ 16 ]        |
|             | 1909—1915   | Ансамбль деловых и жилых домов братьев Синкевич и Фихмана | Россия, Владивосток, Пушкинская улица, 33—35               | 2500166000      | | [ 5 ] [ 17 ]  |